# LIVE (ノーナ・リーヴスの映像作品)
『LIVE』（ライヴ）は、日本のバンド・NONA REEVESの2作目となる映像作品。2006年5月24日に徳間ジャパンコミュニケーションズから発売された。

## 概要
発売前年に行われたライヴ・イベント『ノーナとHiPPY CHRiSTMAS 2005（東京公演）』の様子が全16曲収録されている。ライヴの映像作品化はこれが初となる。また、特典映像として大阪公演・東京公演のオフステージのメンバーの姿なども収録されている。

## 演奏
- NONA REEVES
  - 西寺郷太：Vocal
  - 奥田健介：Guitar
  - 小松シゲル：Drums
- 真城めぐみ：Chorus
- 千ヶ崎学：Bass
- 冨田謙：Keyboards

## 収録曲
1. ヒッピー・クリスマス - HiPPY CHRiSTMAS
作詞：西寺郷太、作曲：西寺郷太・奥田健介
2. パーティは何処に？ - WHERE IS THE PARTY?
作詞・作曲：西寺郷太
3. ストップ・ミー - STOP ME
作詞・作曲：西寺郷太
4. ギミギミ - GIMME GIMME
作詞・作曲：西寺郷太
5. ヒストリー - HISTORY
作詞：西寺郷太、作曲：西寺郷太・奥田健介
6. メモリーズ ～ひと夏の記憶～ - MEMORIES
作詞・作曲：西寺郷太
7. ピーナッツ - PEANUTS
作詞・作曲：西寺郷太
8. 透明ガール - TOMEI GIRL
作詞・作曲：西寺郷太
9. DJ! DJ! ～とどかぬ想い～ - DJ! DJ! (WHAT HAVE I DONE TO DESERVE THIS?)
作詞：西寺郷太・竹前裕、作曲：西寺郷太・奥田健介・小松シゲル
10. リズムナイト - RHYTHM NIGHT
作詞：西寺郷太、作曲：西寺郷太・奥田健介
11. ラヴ・トゥギャザー - LOVE TOGETHER
作詞・作曲：西寺郷太
12. ラヴ・アライヴ - LOVE ALIVE
作詞：西寺郷太・佐々木士郎、作曲：西寺郷太・奥田健介
13. アイ・ラヴ・ユア・ソウル - I LOVE YOUR SOUL
作詞・作曲：西寺郷太
14. ニュー・ソウル - NEW SOUL
作詞：西寺郷太、作曲：西寺郷太・奥田健介
15. あの娘にガールシック - THE GIRLSICK
作詞・作曲：西寺郷太
16. ヒポポタマス - HIPPOPOTAMUS
作詞・作曲：西寺郷太
17. 涙をふいて - DRY YOUR EYES
作詞：西寺郷太、作曲：奥田健介
  - 本映像のエンディング・テーマとして使用されている。